# Der Goldvulkan

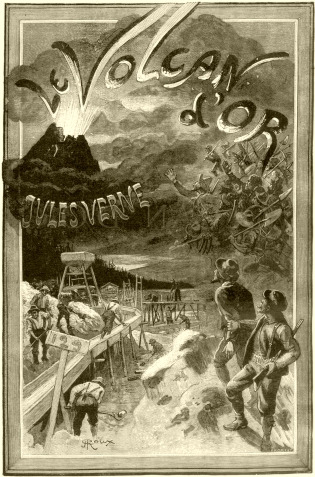
Titelillustration von George Roux aus der französischen Originalausgabe

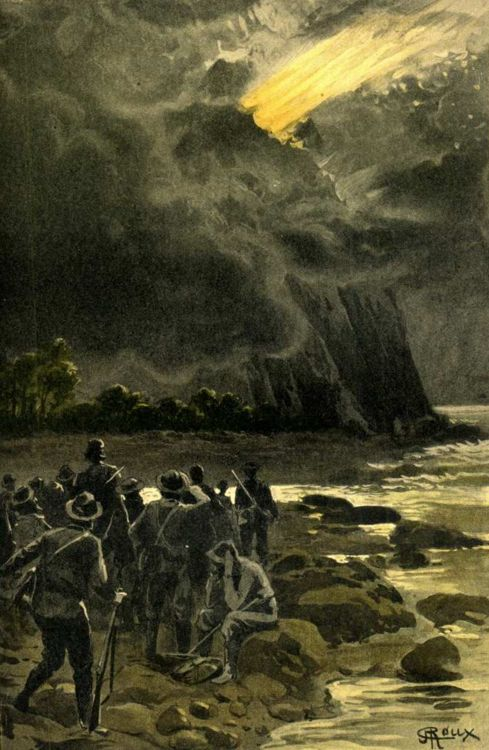
Die Reisegefährten auf ihrer Expedition zum Vulkan

Der Goldvulkan (französisch Le Volcan d’or) ist ein postum veröffentlichter Roman des französischen Autors Jules Verne. Er erschien erstmals 1906 von dem Verlag Pierre-Jules Hetzel unter dem Namen Le Volcan d’or (Le Klondyke); diese Version war von Michel Verne stark umgearbeitet worden. Die erste deutschsprachige Ausgabe erschien unter dem Titel Der Goldvulkan bei Hartleben in Wien im Jahr 1907. Der englische Titel des Romans lautet The Golden Volcano. Ein Manuskript der Originalversion wurde im Nachlass von Jules Verne gefunden und 1989 veröffentlicht.

## Handlung in der Version von Michel Verne
Summy Skim lebt zufrieden im kanadischen Montreal. Er ist nicht reich, lebt aber in finanziell abgesicherten Verhältnissen. Er besitzt ein Landgut mit mehreren Angestellten, von dem aus er in den Sommermonaten regelmäßig auf die Jagd geht. Sein Vetter Ben Raddle, ein Ingenieur, sucht ständig nach neuen Herausforderungen und ist am Gewinn orientiert. Deshalb teilt er nicht die Beschaulichkeit und die innere Ruhe des Vetters. Eines Tages werden Summy und Ben von einem Notar geladen. Dieser eröffnet ihnen, dass sie im Norden von Kanada am Miles Creek einen Claim von ihrem verstorbenen Onkel Josias Lacoste geerbt haben. Ein Angebot von einer Minengesellschaft über 5000 Dollar trifft ein und Summy will den Claim verkaufen. Ben plant jedoch den Claim auszubeuten und dadurch wesentlich mehr Geld zu machen. Er überzeugt Summy nach Klondike zu reisen, um sich das Grundstück anzusehen. Beide brechen gemeinsam zu ihrer Reise in den Norden auf.
Über Vancouver reisen sie als Passagiere mit dem Dampfschiff Football nach Skagway. Auf dem Schiff lernen die Vettern die attraktiven Cousinen Jane und Edith Edgerton kennen. Diese haben das gleiche Reiseziel. Edith will in Dawson im dortigen Krankenhaus als Krankenschwester arbeiten und Jane plant als Goldgräberin ihr Glück zu versuchen. Summy findet Gefallen an der selbstbewussten Jane. Sie treffen auf die beiden Texaner Hunter und Malone, die sich als berüchtigte Bösewichte entpuppen. Ständig provozierend suchen sie die Konfrontation. Als dann Jane von Hunter angepöbelt wird, greift Summy mit einem Kinnhaken ein.
Nach der Ankunft in Skagway geht es nur noch mit dem Hundeschlitten weiter. Ben bringt die beiden Edgerton-Cousinen dazu mit ihnen eine Reisegesellschaft zu bilden. Sie reisen mit dem Scout Bill Stell über den Chilkoot Pass in Richtung Klondike. Unterwegs begegnen sie vielen dem Goldrausch verfallenen Einwanderern, die ihr Leben riskieren, um nach Klondike zu gelangen.
In Dawson City erfahren die Vettern von Grenzstreitigkeiten zwischen den USA und Kanada. Das Kaufangebot der Minengesellschaft für ihren Claim bleibt nur bestehen, wenn das Grundstück kanadisch bleibt. Die Grenzstreitigkeiten werden von Hunter und Malone angefacht, da diese der strengeren Überwachung ihrer Aktivitäten durch die kanadische Polizei entkommen wollen. Am Miles Creek arbeiten die beiden Vettern auf ihrem Claim als Goldgräber, um ihre Rechte an dem Grundstück nicht verfallen zu lassen. Edith Edgerton arbeitet als Krankenschwester bei Dr. Pilcox im Krankenhaus von Dawson City und Jane auf ihrem Claim in der Nachbarschaft von Summy und Ben. Der Erfolg auf den beiden Claims ist jedoch gering. Der Claim der beiden Vettern liegt direkt an einem Fluss in der Nachbarschaft des Claims von Hunter und Malone. Es kommt zu Pöbeleien und Auseinandersetzungen.
Trotzdem zeigt das Schürfen nach Gold erste Ergebnisse. Ein Erdbeben und schwere Gewitter sorgen jedoch dafür, dass die Flusslandschaft ihre Konturen verändert. Der Fluss sucht sich sein neues Bett über die Claims der Vettern und der Ganoven. Das bisher gewonnene Gold wird vom Fluss weggeschwemmt. Die Goldsucher geben auf und kehren nach Dawson City zurück. Sie planen nach dem Ende des Winters wieder nach Hause zurückzukehren.
Bei einem Jagdausflug in der Nähe von Dawson City rettet Summy einem Goldsucher das Leben. Dieser stirbt jedoch später im Krankenhaus von Dr. Pilcox. Vorher vertraut er den Vettern an, dass es nördlich von Klondike einen Vulkan gibt dessen innerer Boden mit Gold bedeckt sein soll. Sie beschließen mit dem Scout Bill Stell im nächsten Frühjahr dorthin aufzubrechen. Jane Edgerton will sie begleiten.
Die Gauner Malone und Hunter haben von einem Indianer ebenfalls von dem Goldvulkan erfahren. Sie führen ebenfalls eine Expedition dorthin durch. Die beiden Vettern treffen mit Jane am Vulkan ein und entdecken, dass dieser aktiv ist. Der Ingenieur Ben hat die Idee einen künstlichen Vulkanausbruch herbeizuführen, um nach dem folgenden Abebben der vulkanischen Aktivitäten an das Gold heranzukommen.
Die Gruppe baut einen Kanal zum Vulkan um Wasser in den Vulkankrater und den Kamin des Vulkans zu leiten. Kurz nach Fertigstellung des Bauvorhabens haben Malone und Hunter ebenfalls den Vulkan erreicht. Nach einer Belagerung versuchen sie das Lager der Vettern zu stürmen. Ben zündet die Zündschnüre, um durch eine Explosion das Wasser in den Vulkan zu leiten. Die meisten der Bösewichte kommen dabei ums Leben. Bis auf einen kleineren Goldklumpen wird das Gold aus dem Vulkan in das nahe gelegene Meer gespült. Mit dem Goldklumpen im Gepäck kehrt die Gruppe wieder in die Goldgräberstadt Dawson City zurück. Der Goldklumpen deckt gerade die Kosten der Expedition. In Dawson City erfahren Summy und Ben, dass durch den künstlichen Vulkanausbruch der Fluss erneut umgeleitet wurde. Er fließt nicht mehr über ihren Claim. In der Zwischenzeit hat das Wasser jedoch große Mengen Gold auf ihrem Grundstück abgelagert. Beide werden doch noch reich. Summy heiratet Jane und Ben heiratet Edith. Später kehren alle wieder nach Montreal zurück.